# Mesua daphnifolia
Mesua daphnifolia är en tvåhjärtbladig växtart som först beskrevs av Ridley, och fick sitt nu gällande namn av André Joseph Guillaume Henri Kostermans. Mesua daphnifolia ingår i släktet Mesua och familjen Calophyllaceae. Inga underarter finns listade i Catalogue of Life.